# Mindre end-tegn
<-tegnet benyttes i matematikken til at angive, at noget er mindre end noget andet. For eksempel angiver x < 3, at x er mindre end tre. En variant af tegnet – ≤ – angiver, at noget er mindre end eller lig med noget andet.
Tegnet kan også sammen med >-tegnet anvendes som <parenteser>; det sker mest i symbolsk sammenhæng.